# Ruyenzi
Ruyenzi är ett periodiskt vattendrag i Burundi.   Det ligger i provinsen Gitega, i den centrala delen av landet, 70 kilometer öster om huvudstaden Bujumbura.
Omgivningarna runt Ruyenzi är en mosaik av jordbruksmark och naturlig växtlighet. Runt Ruyenzi är det tätbefolkat, med 397 invånare per kvadratkilometer.